# آلان ماكفادين
كان آلان ماكفادين (26 مايو 1860 في غلاسكو – 1 مارس 1907 في هامبستاد، لندن ) عالم بكتيريا اسكتلنديًا، رائدًا في التحصين ضد العدوى البكتيرية.

## الحياة المبكرة والتعليم
كان ماكفادين أصغر أربعة أبناء لمؤسس نحاس في غلاسكو، والده هو أرشيبالد ماكفادين وزوجته مارغريت، التي كانت ابنة د. ماكينلاي من ستورناواي.
تلقى آلان ماكفادين تعليمه في مدرسة الدكتور برايس الجامعية في إدنبرة منذ عام 1871. وفي عام 1878 أصبح طالبًا في جامعة إدنبرة. تخرج هناك بدرجة البكالوريوس في الطب والجراحة (1883)، والدكتوراه في الطب مع الميدالية الذهبية (1886)، والبكالوريوس في الصحة (1888). درس الكيمياء وعلم الجراثيم.

## الحياة المهنية
وبعد عودته إلى إنجلترا، أصبح من عام 1889 إلى عام 1892 باحثًا في شركة البقالة ومحاضرًا في علم الجراثيم في كلية الطب الحكومية في لندن. دمجت الكلية بعد ذلك مع المعهد البريطاني للطب الوقائي، حيث تعين ماكفادين مديراً له في عام 1891. (في عام 1898 تغير اسم المعهد البريطاني إلى معهد جينر، وفي عام 1903 تغير اسم معهد جينر إلى معهد ليستر.)
في عام 1903 تعين ماكفادين سكرتيرًا للهيئة الإدارية لمعهد ليستر وكذلك رئيسًا لقسم البكتريولوجيا التابع له. حيث كان له دور فعال في تخطيط وتنظيم المبنى الحالي لمعهد ليستر على جسر تشيلسي. أصيب بحمى التيفوئيد في عام 1902 أثناء قيامه بالتحقيق في عصياتها. من عام 1901 إلى عام 1904 كان أستاذًا فوليريًا لعلم وظائف الأعضاء في المؤسسة الملكية. في عام 1905 استقال من منصبه الرسمي في المؤسسة الملكية ليكرس نفسه حصريًا للعمل الأصلي.
عمل ماكفادين على السموم الداخلية لبعض أنواع البكتيريا، مثل ضمة الكوليرا والسالمونيلا المعوية. للحصول على هذه السموم الداخلية، قام ماكفادين بطحن البكتيريا، وجعلها هشة عن طريق التجميد بالنيتروجين السائل إلى -190 درجة مئوية. وتعاون معه السير جيمس ديوار في استخدام النيتروجين السائل. أثبت ماكفادين وديوار أن بعض البكتيريا تحتفظ بنشاطها الحيوي بعد التجميد إلى -250 درجة مئوية. وأظهر ماكفادين أن حقن جرعات صغيرة من السموم البكتيرية في الحيوانات التجريبية يجعلها محصنة ضد العدوى بالبكتيريا الحية المقابلة. وقد ساعده سيدني دونفيل رولاند في الكثير من الأبحاث المتعلقة بالسموم الداخلية.
كما قام ماكفادين أيضًا بالتحقيق في البكتيريا المحبة للحرارة. أجرى ماكفادين وجوزيف إدوين برنارد أبحاثًا حول التلألأ الحيوي في البكتيريا.

## موته
بعد استقالته من منصبه في المؤسسة الملكية، أصيب عن طريق الخطأ بحمى التيفوئيد، مما أدى إلى وفاته. كانت أرملته، ماري، ابنة البروفيسور بارتلينج من جوتنجن.

## روابط خارجية
- Works by or about Allan Macfadyen at the Internet Archive
- Works written by or about آلان ماكفادين at ويكي مصدر
- Macfadyen, Allan (1908). Hewlett, R. Tanner (المحرر). The cell as the unit of life. London: J. & A. Churchill. مؤرشف من الأصل في 2022-03-26.